# Herminia varialis
Herminia varialis är en fjärilsart som beskrevs av Fuchs 1875. Herminia varialis ingår i släktet Herminia och familjen nattflyn. Inga underarter finns listade i Catalogue of Life.